# 米科拉伊夫卡 (科羅斯堅區)
51°11′13″N 28°7′28″E / 51.18694°N 28.12444°E
米科拉伊夫卡（烏克蘭語：Миколаївка），是烏克蘭的村落，位於該國北部日托米爾州，由科羅斯堅區的卢希内市镇負責管轄，面積0.86平方公里，海拔高度184米，2001年人口212，人口密度每平方公里246.51人。